# يوجين فروز
يوجين فروز هي سلسلة كندية من متاجر الزبادي والعصائر المجمدة التي تقدم أيضًا منتجات غذائية بديلة صحية. وُتدار السلسلة من خلال الشراكات المملوكة للشركة والممتازة وغير التقليدية. تعمل السلسلة في جميع أنحاء العالم وتم تصنيفها كأحد أفضل 500 شركة امتياز لأكثر من 20 عامًا. يقع المقر الرئيسي العالمي في ماركهام، أونتاريو في منطقة تورونتو الكبرى بكندا.

## التاريخ

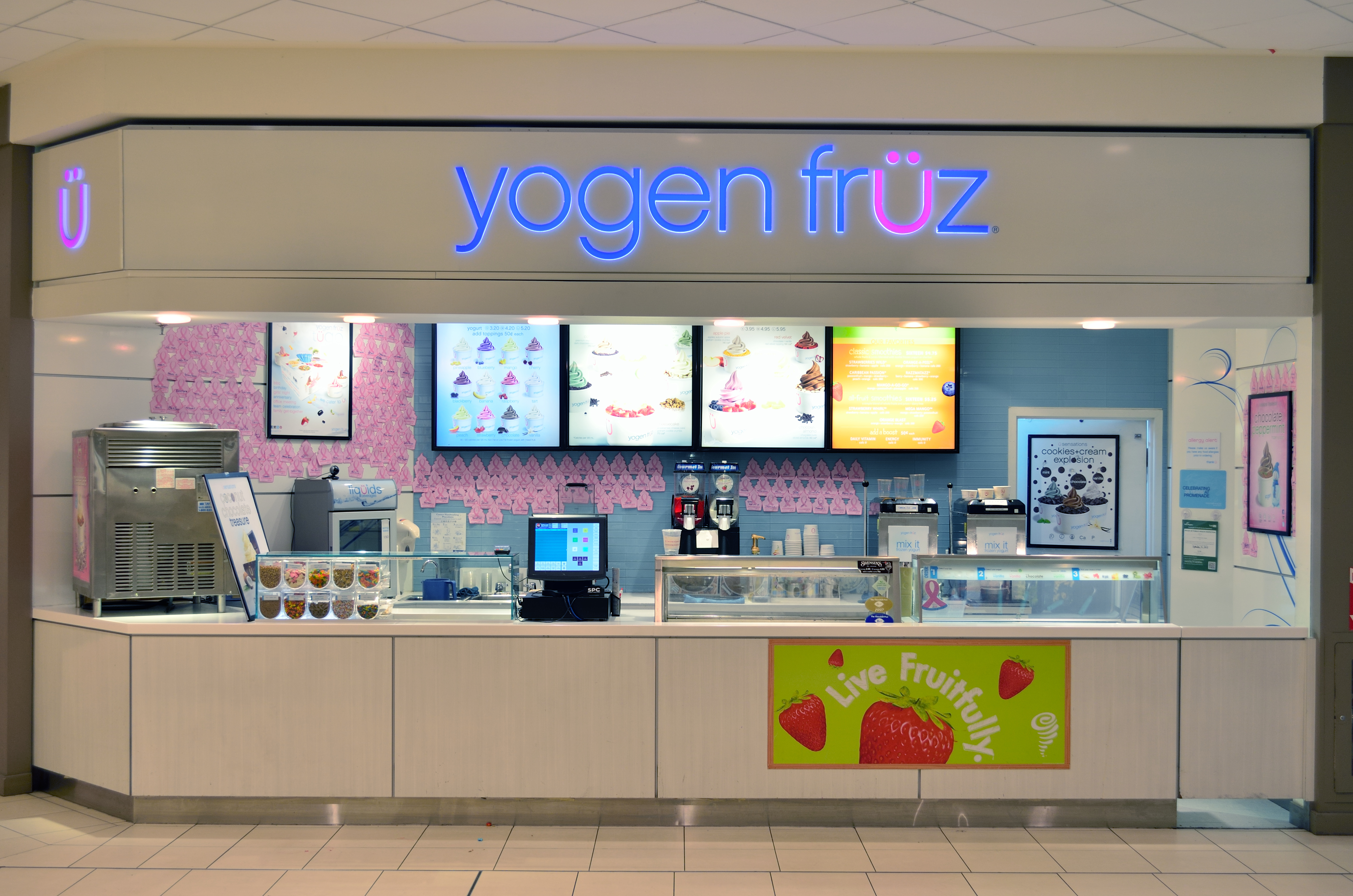
محل يوجين فروز بروميناد مول.

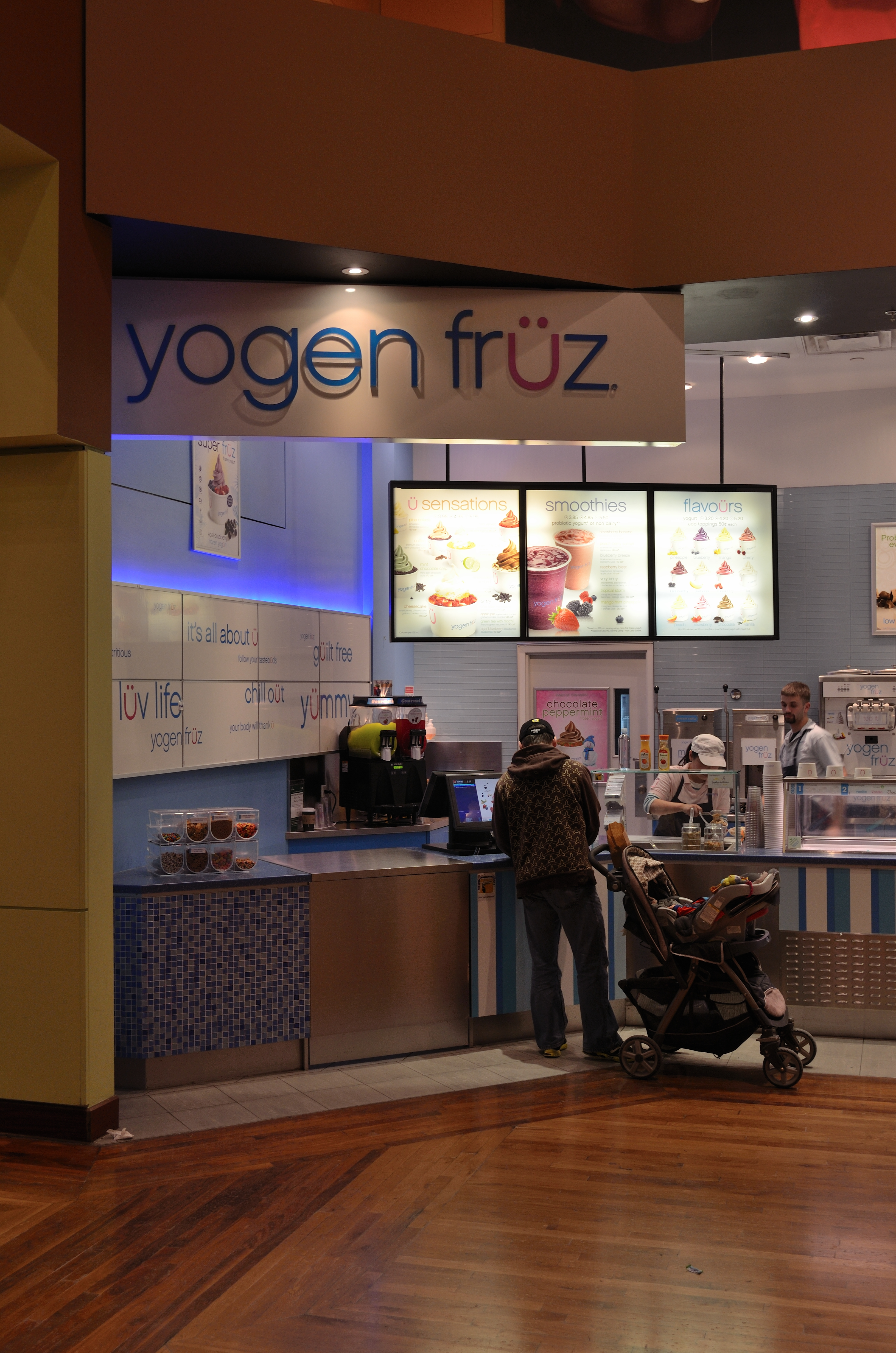
يوجين فروز في مطاحن فوجان (اغلقت في عام 2014 بسبب توسع المول)

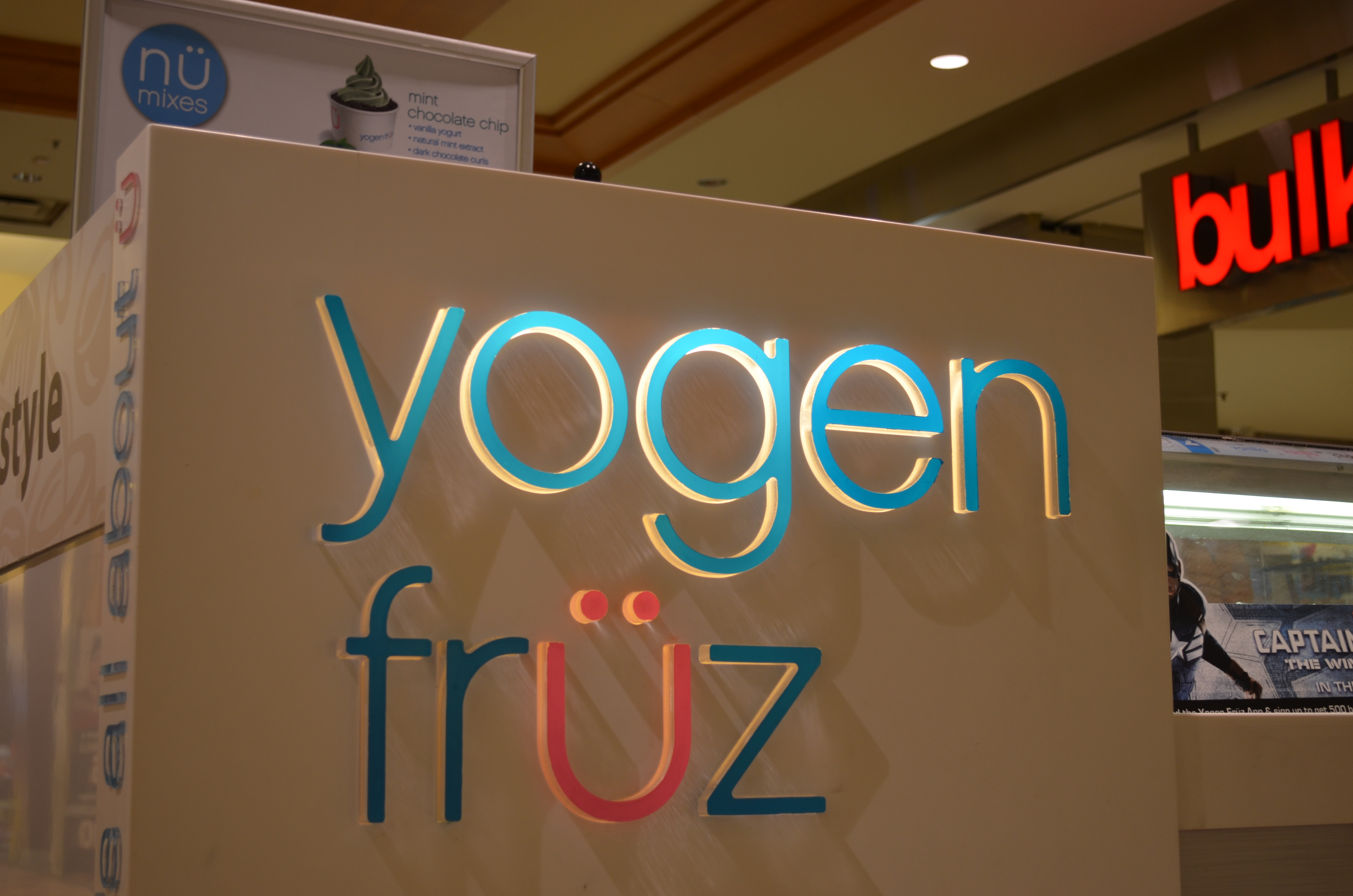
يوجين فروز في هيلكريست

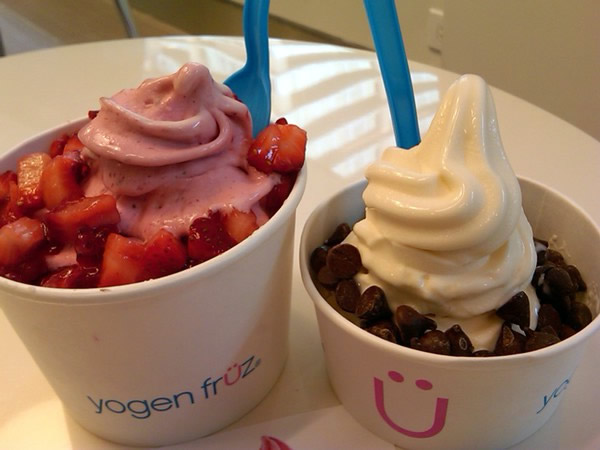
يوجين فروز كندا، يوجين فروز الأصلي قبل العولمة، أصبحت الآن جزءًا من مجموعة MTY.

تأسست يوجين فروز في عام 1986 على يد الأخوين مايكل سيرويا وآرون سيرويا اللذان افتتحا أول محل للسلسلة في أغسطس 1986 في مركز التسوق بروميناد في ثورنهيل، أونتاريو، كندا، على شعار "u" في اسم المتجر هو مثال على العلامات التجارية الأجنبية.
يُقدم المحل الزبادي المثلج حسب الطلب في أكواب؛ لقد كان ناجحًا. وفي غضون عام تم افتتاح أول أفرع الشركة في لندن، أونتاريو. بحلول عام 1989، فتح فرعه رقم 100. انضم سيمون وهو أخ أصغر إلى الشركة في عام 1989 عن عمر يناهز 18 عامًا في حين باع والده أعمال التنضيد إلى مكاتب خارجية في أوروبا.
وفي الوقت الحالي، تقدم الشركة الزبادي المجمد بروبيوتيك الخاص المخلوط مع الفواكه ووجبة خفيفة، وعصائر الألبان وغير الألبان. بالنسبة لكوب الزبادي، هناك العديد من خيارات الزبادي الأساسية مثل زبادي قليل دسم. هناك الكثير من خيارات الفاكهة المتاحة للمزج في مثل الفراولة والتوت والكيوي والمانجو والخوخ والتوت والبطيخ..إلى آخره. تتوفر أيضًا خلطات أخرى مثل أوريو لمزجها مع الزبادي المُجمد.

## إستراتيجية العمل والتنظيم
تستخدم الشركة بشكل متكرر «أصحاب الوكالات» الذين لديهم الحق للحصول على الحقوق إما لفتح المتاجر مُباشرة أو بيع تراخيص الوكالة لآخرين. يتم منح أصحاب الوكالة لفترات تتراوح بين عشر وعشرين عامًا، وعادة ما يطلبون من صاحب الوكالة فتح عدد أدنى من المتاجر كل عام. بالإضافة إلى ذلك، تستخدم الشركة طريقة غير تقليدية للتوسع تنطوي على العلامة التجارية المشتركة، والتي سمحت باختلاط منتجات يوجين فروز مع غيرها من الخدمات الغذائية المعروفة عن طريق «عدادات مصغرة» في المتاجر. اعتبارًا من عام 2008، ما زالت اتفاقيات الوكالة الرئيسية والعلامات التجارية المشتركة من الأعمال الرئيسية للشركة مُستمرة.
في البداية سعى الإخوين سيرويا للتوسع في الخارج بدلاً من التنافس في الولايات المتحدة، لأن محلات حلويات الزبادي المجمدة قد اقتربت بالفعل من تشبع السوق في الولايات المتحدة في الثمانينيات. وعلى عكس اليوم، كان المستهلك العادي في ذلك الوقت لا يعرف أو لا يحب طعم الزبادي. في أوائل عام 1995، قام أصحاب الوكالة في يوجين فروز بفتح 170 فرعًا في كندا، والتي تُمثل 80% من سوق الزبادي المجمد في كندا. اعتبارا من عام 2007، لدى يوجين فروز أكثر من 1200 متجر في أكثر من 25 دولة بما في ذلك الولايات المتحدة.

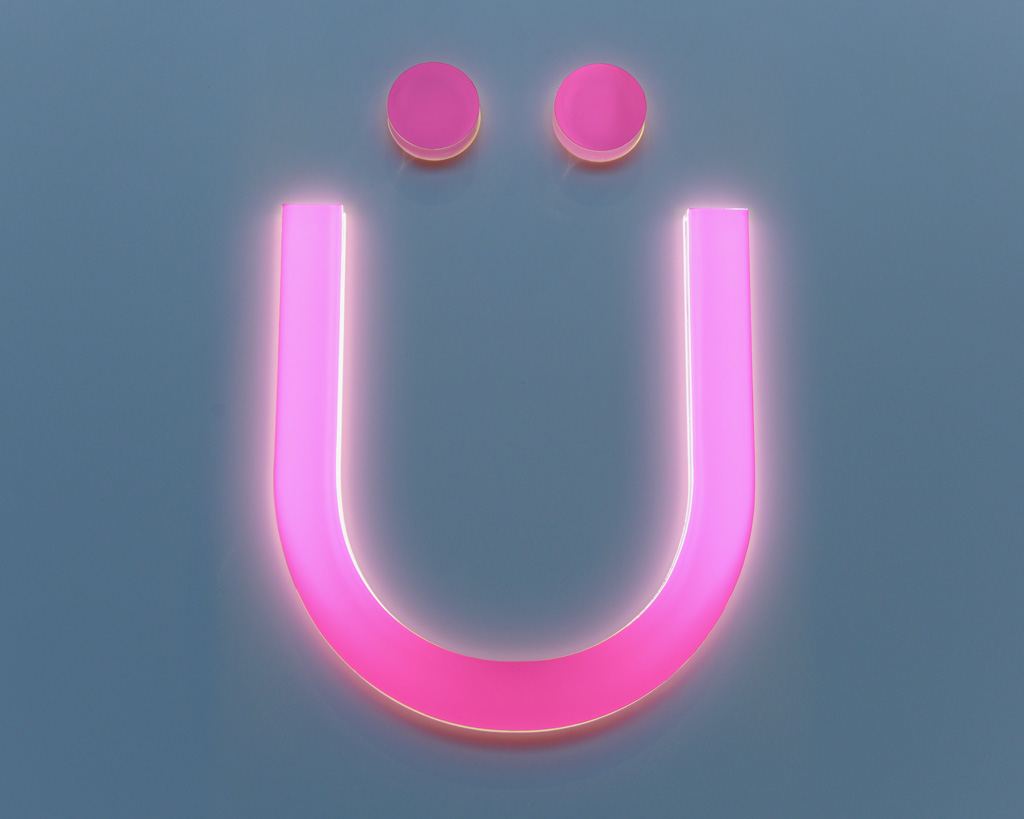
يوجين فروز يبتسم ü الشعار

في عام 2008، أعلنت الشركة عن تصميم جديد وعلامة تجارية جديدة، والتي تم تصميمها ليتم تطبيقها على منافذ البيع الصغيرة والكبيرة في كل من مراكز التسوق والمتاجر القائمة بذاتها.
في 14 يناير 2010، أعلنت Archaeology Investments اتفاقية وكالة رئيسية تمنح حقوقًا للشركة لفتح متاجر في دبي وعمان قطر البحرين الكويت والسعودية.
في فبراير 2014، حصلت دايت أند لايت - وهي شركة مقرها أبوظبي وعضو في صندوق خليفة - على وكالتها الرئيسية لدولة الإمارات العربية المتحدة.

## روابط خارجية
- الموقع الرسمي